# Xu Zhen (artista)
Xu Zhen (徐震S; 1977) è un artista cinese.

## Biografia
Xu Zhen è nato nel 1977 a Shangai, città in cui tuttora risiede. Nel 1996 si è laureato allo Shanghai Arts & Crafts Institute. Dal 1998 ha cominciato ad esporre le sue opere in Cina e in altre parti del mondo. Nel 2004 è stato premiato come migliori artista per il Contemporary Chinese Art Award, nel 2008 come miglior giovane artista per l'AAC Award e nel 2016 come artista dell'anno agli artnet Awards.

## Opera
L'opea di Xu Zhen, che include fotografia, installazioni, video, pittura e performance, affronta i problemi socio-politici e i tabù ancora presenti nella società contemporanea, in relazione sia alla Cina contemporanea che al mondo occidentale, con attenzione al tema della globalizzazione e alle tensioni che sorgono negli incontri tra culture differenti. Le sue opere mescolano uno stile pop e concettuale, puntando su un'estetica provocatoria.
Ha esposto le sue opere all'interno della Biennale di Venezia (2001, 2005), della Biennale di Lione (2013), della Triennale di Guangzhou (2012), presso il Museum of Modern Art di New York (2004), il Mori Art Museum (2005), il PS1 (2006), la Tate Liverpool (2007). Le sue opere recenti comprendono Corporate-Xu Zhen (Produced by MadeIn Company) esposta alla Kunsthaus Graz (Graz, Autriche, 2015); Xu Zhen Solo Exhibition, Long Museum (Shanghai, cina, 2015), Xu Zhen-Produced by MadeIn Company, Ullens Center for Contemporary Art (Pechino, 2014). Ha anche esposto nelle mostre collettive 14 Rooms, Fondation Beyeler (Basilea, 2014), Art of Change (Hayward Gallery, Londra, 2012) e 11 Rooms (Manchester International Festival, Manchester City Galleries, 2011).
Le sue opere sono collezionate da numerose istituzioni e collezioni provate, tra cui la Fondazione Luis Vuitton di Parigi e il Centre Pompidou di Parigi, White Rabbit Collection di Chippendale, il Museo d'arte contemporanea di Lione e la K11 Collection di Shanghai.

## MadeIn Company
Nel 2009, Xu Zhen fondò la MadeIn Company, un'azienda di "produzione culturale" d'arte contemporanea. Nel 2013, MadeIN Company lancia il marchio "Xu Zhen" e si espande nel dominio artistico, sviluppando progetti di curatela, esposizioni, pubblicazioni ed edizioni limitate. Nel 2014 MadeIn Company fondò MadeIn Gallery, una galleria destinata alla promozione di artisti internazionali e all'organizzazione di eventi culturali a Shangai.